# Motru
Motru es un municipio de Rumania situado en el distrito de Gorj. Según el censo de 2021, tiene una población de 15 950 habitantes.

## Demografía
| 1948 | 1956 | 1966 | 1977   | 1992   | 2002   | 2021   |
| s/d  | s/d  | s/d  | 15 988 | 26 626 | 22 967 | 15 950 |